# Little Ethiopia

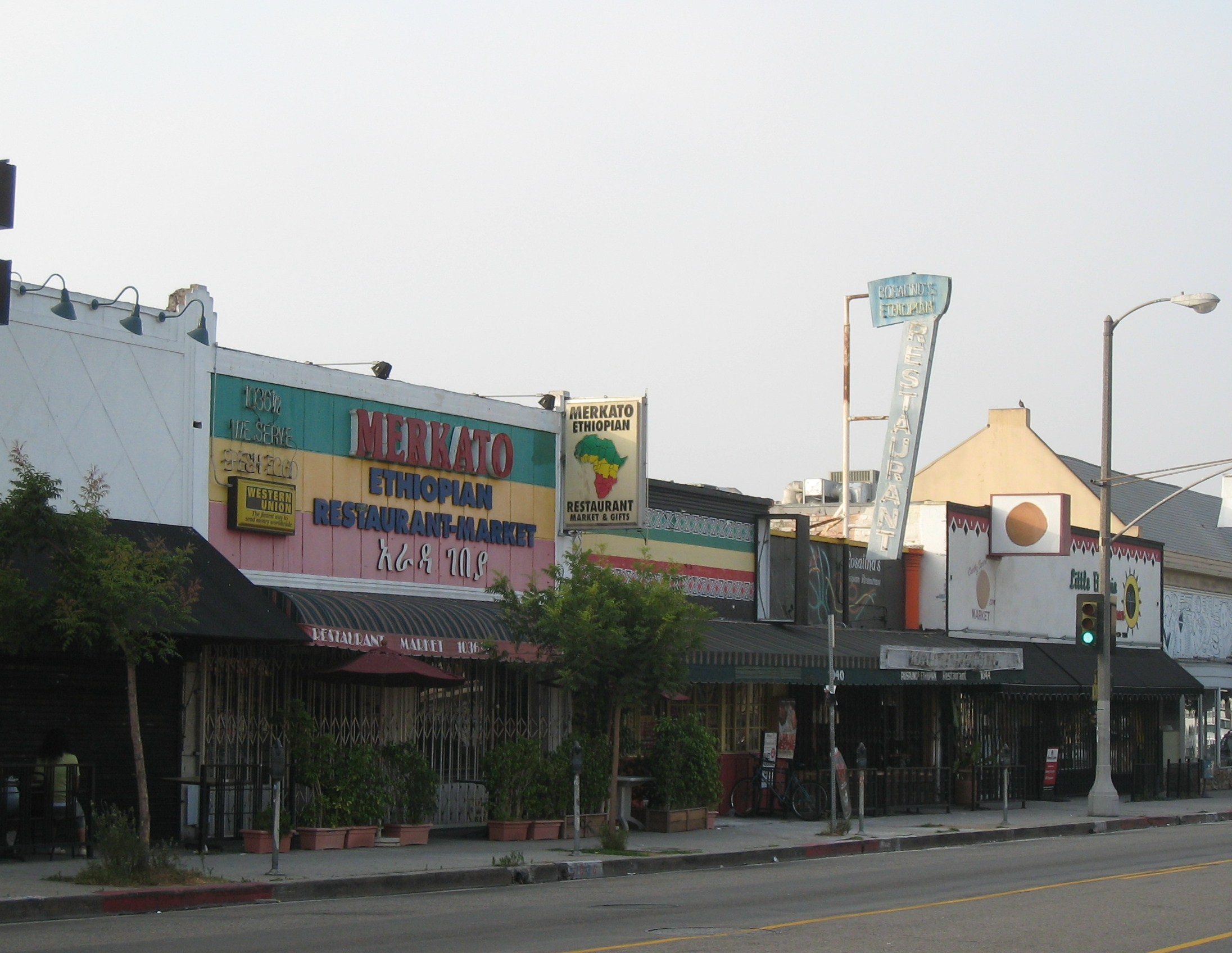
Little Ethiopia

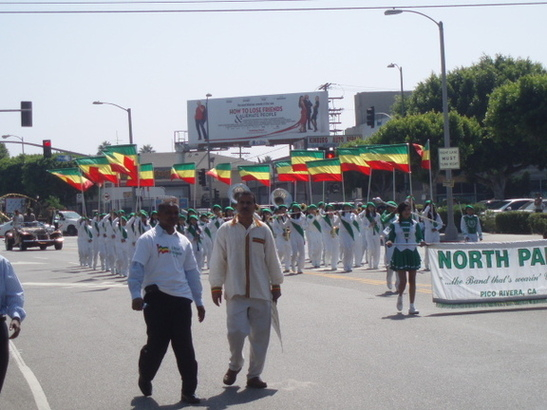
Parade in Little Ethiopia

Little Ethiopia ist ein Stadtteil in Los Angeles. Der Stadtteil liegt im Carthay Distrikt zwischen der Fairfax Avenue, dem Olympic Boulevard und dem Pico Boulevard. Im Stadtteil leben hauptsächlich Äthiopier und Eritreer. In Little Ethiopia findet man deshalb viele äthiopische Geschäfte und Gaststätten. Den Stadtteil gibt es erst seit den frühen 1990er Jahren. Vorher waren die Straßen voller jüdischer Geschäfte. Die Gegend wurde vorher als South Fairfax bekannt und wird von Einheimischen teilweise noch immer so genannt. 2004 erklärte der damalige Bürgermeister von Los Angeles, James Hahn, Little Ethiopia zum offiziellen Stadtteil.
In Little Ethiopia besteht das Little Ethiopia Cultural & Resource Center (LECRC).